# Копанев, Александр Ильич
Александр Ильич Копанев (12 сентября 1915, Малые Копани, Слободской уезд, Вятская губерния, Российская империя — 31 октября 1990, Ленинград, СССР) — советский историк, археограф, исследователь рукописной и редкой книги, экскурсовод. Доктор исторических наук.

## Биография
Родился 12 сентября 1915 года в Малых Копанях в семье Илья Алексеевича и Екатерины Алексеевны Копаневых. Отец в то время участвовал в Первой мировой войне и вернулся домой в 1918 году. Имел шесть братьев (Владимир, Иван, Григорий, Павел, Василий, Сергей) и одну сестру (Надежда). Непродолжительное время работал учителем истории в селе Роговом, затем уволился в связи с поступлением на заочное отделение исторического факультета Кировского педагогического института, а в 1935 году благодаря отличной учёбе перешёл на очное отделение там же. Ученик И. И. Смирнова и А. В. Эммаусского. В 1936 году в связи с переездом в Ленинград был переведён на исторический факультет ЛГУ; после его окончания остался в аспирантуре.
Преподавал историю в Ленинградском военно-политическом училище, также работал в должности экскурсовода в музеях Петродворца. 28 июня 1941 года успешно защитил кандидатскую диссертацию «История землевладения Белозерского края в XV—XVI вв.», а 4 июля 1941 года ушёл добровольцем на фронт и попал в Народное ополчение. В ходе боёв А. И. Копанев попал в плен и оказался в концлагере под Гатчиной, где содержался в тяжёлых условиях вплоть до 1 мая 1945 года. За время нахождения в плену его здоровье резко пошатнулось — из-за голода и изнурительного труда он похудел на 30 килограммов. Также в ВОВ участвовал его брат Владимир, который пропал без вести. После долгих лет плена и демобилизации А. И. Копанев устроился на работу в ЛОИИ АН СССР сначала в качестве рабочего, затем в качестве научного сотрудника, но через три месяца он устроился на работу в БАН, где стал научным сотрудником отдела рукописной и редкой книги, чуть позже он заведовал этим отделом. Являлся инициатором археографических экспедиций на территории РСФСР, которые БАН проводила с 1959 года. В конце 1969 года вернулся в ЛОИИ и работал до 1982 года. Доктор исторических наук (1974, диссертация «История крестьян русского Севера в XVI в.»).
Супруга Александра Пантелеймоновна — учитель; имел троих детей.
В 1982 году А. И. Копанев перенёс инфаркт миокарда, который перечеркнул всю его карьеру. Он был вынужден уйти на пенсию по состоянию здоровья, затем последовали ещё несколько инфарктов, в связи с чем ему делали операции на сердце, однако в 1990 году у него случился ещё один (роковой) инфаркт миокарда, и учёный угас за считанные дни. Скончался 31 октября 1990 года в Ленинграде.

## Основные работы
- Крестьянство Русского Севера в XVI в. Л., 1978.
- Крестьяне Русского Севера в XVII в. Л., 1984.